# Ionikos FC
FC Ionikos este o echipă de fotbal din Grecia. 